# Œdipe (Corneille)
Pour les articles homonymes, voir Œdipe (homonymie).
 Œdipe est une pièce de théâtre de Pierre Corneille représentée le 24 janvier 1659 à l'Hôtel de Bourgogne. Elle marque son retour au théâtre, à la demande insistante de Nicolas Fouquet, après l'échec de Pertharite et sept ans sans nouvelle pièce. Elle a été écrite à l'époque où le dramaturge Corneille revient au genre de la tragédie. Corneille réinterprète Œdipe roi de Sophocle, en insistant sur les conflits entre les hommes, plutôt que sur leurs rapports avec les dieux. 

## Argument
Cette pièce est inspirée par le mythe grec d’Œdipe, devenu parricide et incestueux en tuant son père et en épousant sa mère. Corneille suit plus particulièrement la tragédie de Sophocle, dont il modifie cependant les enjeux politiques : Œdipe, qui gouverne Thèbes, doit constamment réaffirmer son autorité comme successeur du roi Laïos, notamment face à Dircé, fille de Laïus et de Jocaste, qui s'estime supérieure à celui qu'elle croit être un étranger, presque un usurpateur ; elle refuse notamment d'épouser l'homme que lui destine Œdipe, car elle aime Thésée, seul digne de sa gloire. Or c'est précisément lorsqu'on découvre qu'Œdipe est le fils de Laïos, et donc roi légitime de la ville, que l'horreur de son crime apparaît (il a tué son père et épousé sa mère) et qu'il devient paradoxalement indigne de régner.

## Personnages
- Œdipe, roi de Thèbes, fils et mari de Jocaste
- Thésée, prince d'Athènes, fils d'Egée et amant de Dircé
- Jocaste, reine de Thèbes, femme et mère d'Œdipe
- Dircé, princesse de Thèbes, fille de Laïus et de Jocaste, sœur d'Œdipe et amante de Thésée
- Cléante, Dymas, confidents d'Œdipe
- Phorbas, vieillard thébain
- Iphicrate, chef de Corinthe
- Nérine, dame d'honneur de la Reine
- Mégare, fille d'honneur de Dircé

## Sources imprimées
- Oedipe, Établissement du texte, introduction et notes par Bénédicte Louvat, préface de Christian Biet, Toulouse, Société de littératures classiques, 1995 (texte de 1659).
- Oedipe, Présentation, notes, dossier, chronologie, bibliographie et glossaire d'Arnaud Welfringer, Paris, GF Flammarion, 2021 (texte de 1682).